# Памяти Л. И. Шигаева
«Памяти Л. И. Шигаева» — рассказ Владимира Набокова, относящийся к русскому периоду его творчества. Был написан и опубликован (под псевдонимом В. Сирин) в 1934 году, вошёл в состав сборника «Весна в Фиальте» (Нью-Йорк, 1956).

## Сюжет и история текста
Рассказ написан в форме некролога умершему другу: Леонид Шигаев спас рассказчика, когда тот спивался из-за несчастной любви.
Рассказ был создан в начале апреля 1934 года и увидел свет в русском эмигрантском журнале «Иллюстрированная жизнь» 27 сентября того же года (при этом сам Набоков в конце жизни думал, что публикация состоялась в газете «Последние новости»). В 1956 году автор включил рассказ в сборник «Весна в Фиальте».
Биограф Набокова Брайан Бойд охарактеризовал «Памяти Л. И. Шигаева» как «непритязательный рассказ», в котором, однако, писатель оказался в очередной раз «на высоте». В тексте заметны пушкинские мотивы, так что фамилия главного героя может отсылать к Максиму Шигаеву, который фигурирует в «Истории Пугачёва». В слитном написании («Лишигаев») это может быть отсылкой к «лишнему человеку» Тургенева.